# Dubbelmoral (datorspel)
Datorspelet Dubbelmoral! är ett spel som släpptes i samband med Lundakarnevalen 1990, den så kallade "Dubbelmoralkarnevalen". Spelet såldes som "karnevalspel" för 130 kronor och fungerar bara ihop mer äldre versioner av klassiska Mac OS Classic (OS 6-7x ?). Spelet har blivit kultförklarat i Mac-kretsar.

## Spelet
Spelet utspelar sig i Lund kring tiden för Lundakarnevalen 1990 och det skapades av företaget Bapelsin, som bestod av Anders Bjerkén och Stefan Wiklund. Spelet har 3 st "spelplaner" som fritt kan placeras på skrivbordet. Den ena spelplanen innehåller bara spelets kontrollpanel. Spelplan två är "hemmaplanen". Hemmaplanen är ett kök. Vid spisen står mamma och steker köttbullar. Köttbullarnas recept är mycket speciellt. Mammas köttbullar innehåller bland annat makadam, cement, Karlsons klister och vatten som bindemedel.
I sitt rum sitter en student och pluggar. När som helst kan studenten (som styrs av spelaren) lämna sin trygga tillvaro hos mamma och vandra över till spelplan tre. Miljön i spelplan tre är inget annat än centrala Lund där karnevalen pågår för fullt. Många av Lunds mest kända byggnader förekommer. I centrum gäller det att plocka poäng genom att leta upp så många ölflaskor som möjligt och dricka upp ölen. En mätare visar graden av berusning. En klassiker är att dricka sig så full att mätaren går till max, för att sedan spy på rektor Magnificus. Dock måste man då och då urinera för att inte "dö ihjäl" och detta på anvisad plats.
Efter ett tag dyker polisen upp och det gäller att akta sig för honom och detsamma gäller mamma. Hon börjar efter en stund leta efter sin son och jaga honom med stekpannan. Stekpannan är laddad med de speciella köttbullarna (se ovan) som hon skjuter iväg mot sin son med otrolig precision. Det gäller att inte få för många köttbullar i huvudet, (eller för många batongslag av polisen) annars är spelet slut. 
Mamman utbrister vid skjutandet:
- "Gå hem å läs!"

## Iphone
Spelets utvecklare Anders Bjerkén, som även är ordförande i Lunds Studentsångförening, har meddelat att Dubbelmoral kommer att portas till Iphone och Ipod Touch.